# Tamm-Horsfallov kisli mukoprotein
Tamm-Horsfallov kisli mukoprotein (THP), znan tudi kot uromodulin, je glikoprotein v ledvicah sesalcev, ki verjetno deluje kot zaviralec tvorbe kalcijevih (Ca2+) ledvičnih kamnov in/ali kot zaščita pred bakterijskimi okužbami sečil.

## Biokemija
Uromodulin je membranski glikoprotein z molekulsko maso okoli 68 kDa. Sintetizirajo ga tubulne celice ascedentnega širokega dela Henlejeve zanke in torej ni plazemska beljakovina. V svetlini (lumnu) zanke je preko glikofosfatidilinozitolnega (GPI) sidra sprva vezan na steno zanke, delovati pa začne šele potem, ko proteolitični encimi razcepijo to vez, pri čemer se beljakovina sprosti v urin. V fizioloških razmerah je med vsemi beljakovinami v urinu uromodulin prisoten v največji količini pri sesalcih, saj tvori agregate z molekulsko maso več milijonov daltonov, pri človeku pa se ga lahko dnevno z urinom izloči tudi do 40 mg na dan. Pri nizkem pH-ju tvorijo ti agregati gel.
Zapis za beljakovino nosi (kodira) gen UMOD, ki se nahaja na 16. kromosomu.

## Funkcije
Po eni teoriji naj bi uromodulin deloval kot bistven zaviralec (inhibitor) tvorbe kalcijevih ledvičnih kamnov, poleg tega pa naj bi ščitil pred okužbami sečil, ki jih najpogosteje povzročajo gramnegativne bakterije, kot je E. coli.
Funkcija beljakovine torej še vedno ni popolnoma razjasnjena. Poskusi na miših, ki so imele okvarjen gen UMOD, nakazujejo na to, da bi lahko delovala kot prenašalna (transportna) beljakovina v okviru nadzora homeostaze, tj. notranjega ravnovesja. Raziskave so tudi pokazale, da se bakterije E. coli, ki izražajo na manozo občutljive fimbrije, lahko ujamejo v agregate uromodulina preko njegovih manoznih ostankov na stranskih verigah.

## Klinični pomen
Uromodulin, skupaj z uropontinom in nefrokalcinom, tvori bistveno glikoproteinsko komponento matriksa v ledvičnih cevkah, ki preprečuje nastajanje kalcijevih ledvičnih kamnov. Znižanje ravni uromodulina je dober indikator za nastanek ledvičnih kamnov.
Okvare gena UMOD so povezane z avtosomno dominantno medularno cistično ledvično boleznijo-2 (MCKD2) in družinsko juvenilno hiperurikemično nefropatijo (FJHN). Ta obolenja označujejo pojav hiperurikemije, putike in progresivne ledvične odpovedi v otroški dobi.
Protitelesa proti uromodulinu se tvorijo pri različnih oblikah nefritisov, kot je Balkanska nefropatija, čeprav je njihova patofiziološka vloga nejasna. Pri multiplem mielomu se v distalnih cevkah in ledvičnih zbiralcih nahajajo beljakovinski čepi, ki so povečini sestavljeni iz lahkih verig imunoglobulinov (Bence-Jonesove beljakovine), pa tudi Tamm-Horsfallove beljakovine.